# Stick shaker
De stick shaker is een automatisch veiligheidssysteem dat in veel grotere vliegtuigen zit. Het laat de stuurknuppels van de piloten heftig en luidruchtig trillen als een vliegtuig te langzaam vliegt en dreigt overtrokken te raken en uit de lucht te vallen.
Het trilmechanisme bestaat uit een elektromotor die een gewicht ronddraait dat opzettelijk uit balans is geplaatst. 
De stick shaker wordt geactiveerd door een speciaal overtrekbeveiligingssysteem, dat bestaat uit een sensor op de voorrand van de vleugels die de invalshoek meet. De boordcomputer van het vliegtuig kan met deze informatie, in combinatie met veel andere gegevens, berekenen of er gevaar dreigt. Zodra dat het geval is, wordt de stick shaker geactiveerd en klinkt tegelijk een alarmsignaal in de cockpit.

Bij sommige vliegtuigen, met name bij vliegtuigen met een T-staart die extra gevoelig zijn voor 'deep stall', is het systeem aangevuld met een stick pusher, die de stuurknuppel naar voren (en de neus van het vliegtuig omlaag) drukt bij een dreigende overtrek.
Het geluid van de trillende stick shaker is vaak hoorbaar op opnamen van de vluchtdatarecorder (black box) die zijn gemaakt vlak voor een vliegtuigcrash.

## Alternatieven
Niet alle vliegtuigen zijn uitgerust met dit systeem. Kleinere en oudere vliegtuigen hebben soms eenvoudigere, mechanische systemen die kunnen waarschuwen tegen een dreigende overtreksituatie:
- Een claxon in de cockpit, die verbonden is met een gaatje in de vleugel. Op het moment dat er een overtrek ontstaat, veroorzaakt een drukverschil een luchtstroming waardoor de claxon lawaai gaat maken;
- Een metalen flapje aan de voor-onderkant van de vleugel. Tijdens een normale vlucht wordt dit door de luchtstroming naar onderen geblazen. Zodra de vleugel overtrokken raakt stroomt de lucht daar omhoog en scharniert de flap omhoog, waardoor een schakelaar wordt geactiveerd zodat een alarmsignaal klinkt.

Deze beide systemen zijn aanmerkelijk eenvoudiger en goedkoper dan het systeem met de stick shaker, maar ze hebben als nadeel dat ze pas actief worden als de vleugel al daadwerkelijk overtrokken is geraakt.